# Semieten

Kaart met de verspreiding van de Semitische talen.

De Semieten zijn de vele klassieke en hedendaagse Semitisch sprekende volkeren die leefden en leven in het huidige Midden-Oosten, Ethiopië en Eritrea. De term werd in 1781 geïntroduceerd door de Duitse historicus August Ludwig Schlözer. Hij verwees hiermee naar Sem, een van de drie zonen van Noach. Volgens de volkenlijst van Genesis kreeg Sem op zijn beurt vijf zonen. In de 1e eeuw schreef Flavius Josephus over een legendarisch, apocrief verhaal waarin wordt beweerd dat de zonen van Sem de stamvaders waren van de Arameeërs, Elamieten, Assyriërs, Chaldeeën, Lydiërs en bewoners van de Levant.
In de oudheid beriepen vele stammen in het Midden-Oosten zich op afstamming van Sem. Het wetenschappelijke gebruik van de term heeft echter betrekking op de taalgroep, en bij uitbreiding op culturele en etnische groepen. Volgens inzichten die uitgaan van een sterke onderlinge afhankelijkheid tussen taalgebruik en cultuur wordt de term Semieten ook wel gebruikt bij etnische en culturele beschrijvingen. Die verwijzen dan naar oude bevolkingsgroepen in het Midden-Oosten, zoals Arameeërs, Akkadiërs, Feniciërs, Hebreeën en Arabieren en hun afstammelingen.

## Verwante termen
Naar analogie met de theorie van Schlözer over Sem postuleerde de egyptoloog Karl Richard Lepsius een verwantschap tussen de talen van Egypte, Libië en Koesj die terug zou gaan op afstamming van Noachs zoon Cham, en introduceerde hij de term Hamieten. Deze theorie is echter ontkracht en in de vergetelheid geraakt. Afstammelingen van Jafet werden als Jafettieten aangeduid.

## Semitisch - antisemitisch
In de 18e eeuw wordt de term Semitisch, die gebruikt werd in de context van de semitische taal, verbonden aan de bevolkingsgroepen die deze talen spraken. In de 19e eeuw werd de term semitisch, behorend bij de semitisch sprekende volkeren, in westerse landen omgevormd tot gebruik ervan in termen als antisemitisch. Dat duidde niet op een vijandige houding tegenover Semieten in het algemeen, maar vloeide voort uit kritiek op de enige in het westen bekende subgroep ervan, de Joden. In een artikel in 1859 beschreef Ernest Renan de Semieten als volkeren met een neiging tot monotheïsme, voortvloeiend uit gewelddadige en zelfzuchtige instincten. In een kritische bespreking nam Heymann Steinthal zich voor om deze renaniaanse conceptie van volksinstincten te bestrijden. De joodse oriëntalist Moritz Steinschneider trad Steinthal bij en sprak voor het eerst (januari 1860) van antisemitische vooroordelen.
Achter deze discussies onder Franse en Duitse wetenschappers speelde de maatschappelijke kwestie van de integratie van de Joden. Zij waren het enige Semitische volk dat prominent in Europa leefde. Toen Wilhelm Marr in 1879 zijn Antisemiten-Liga oprichtte, had hij het enkel op de Joden gemunt. Het gebruik van een wetenschappelijk klinkende term moest zijn onderneming objectiever doen lijken. Toen later andere Semitische volkeren in het Europese bewustzijn verschenen, was de term antisemiet al te zeer gelijkgeschakeld met anti-Joods om nog een betekenisverschuiving te ondergaan.